# Wifried II
Wifried II (-911) of Borrell I (Catalaans: Guifré II - Borrell I), ook bekend als Wifried Borrell, was een zoon van Wifried I en Guinedilda.
Bij de dood van zijn vader werden diens bezittingen verdeeld onder zijn zonen. Hij volgde zijn vader op als graaf van Barcelona, Gerona, en Osona van 897 to 911. 
Wifried was in 898 gehuwd met Gersende, dochter van Odo van Toulouse, en ze hadden één dochter, Riquilda die later huwde met vice-graaf Odo van Narbonne. 